# Пореки (Кјети)
Пореки (итал. Porrechi) је насеље у Италији у округу Кјети, региону Абруцо.
Према процени из 2011. у насељу је живело 25 становника. Насеље се налази на надморској висини од 225 м.